# Stationsingenjör
Stationsingenjör är yrkestitel för vissa typer av ingenjörer.
Under senare delen av 1800-talet avsågs med stationsingenjör en ingenjör med uppgift att vara chef för en arbetsstation vid en under byggnad varande järnväg. Från början av 1900-talet avsågs en mariningenjör vid flottans stationer i Karlskrona och Stockholm, motsvarande vad som tidigare benämnts byggmästare, vilken var chef för varvets byggnadsdepartement, vartill hörde stationens hamnområden, slipar, bäddar, dockor, byggnader inom och utom varvet.